# アラスカ (大型巡洋艦)
|          |                                                                                |
| 艦歴     |                                                                                |
| 発注     | 1940年9月9日                                                                   |
| 起工     | 1941年12月17日                                                                 |
| 進水     | 1943年8月15日                                                                  |
| 就役     | 1944年6月17日                                                                  |
| 退役     | 1947年2月17日                                                                  |
| 除籍     | 1960年6月1日                                                                   |
| その後   | スクラップとして売却                                                           |
| 性能諸元 |                                                                                |
| 排水量   | 基準：29,000トン 満載：34,250トン                                              |
| 全長     | 246.43m                                                                        |
| 全幅     | 27.67m                                                                         |
| 吃水     | 9.38m                                                                          |
| 機関     | ゼネラル・エレクトリック 蒸気タービン、4軸推進 150,000 shp                     |
| 最大速   | 33ノット                                                                       |
| 乗員     | 士官、兵員：2,251名                                                            |
| 兵装     | 50口径30.5cm砲9門 38口径12.7cm砲12門 56口径40mm対空砲56門 70口径20mm対空砲34門 |

アラスカ（USS Alaska, CB-1）はアメリカ海軍の大型巡洋艦。アラスカ級大型巡洋艦のネームシップ。艦名はアメリカ合衆国49番目の州（命名当時は準州）に因む。

## 艦歴

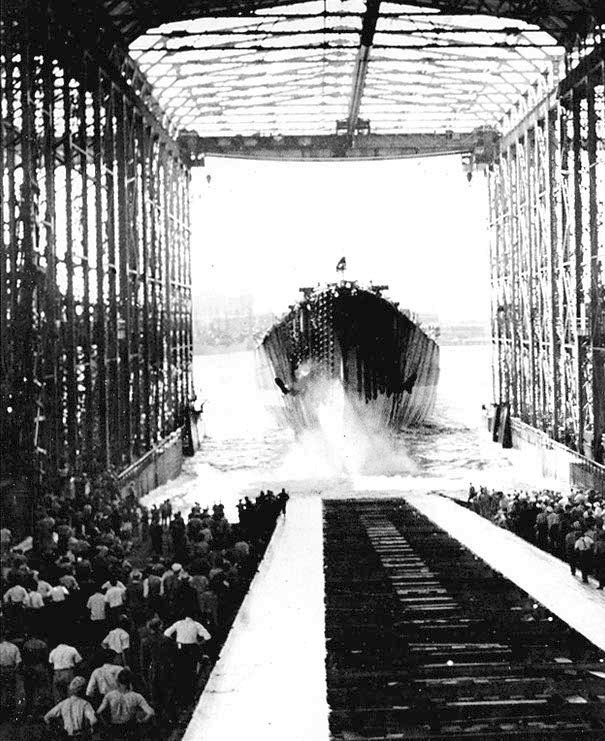
アラスカの進水式（1943年8月15日）

アラスカは1941年12月17日にニュージャージー州カムデンのニューヨーク造船所で起工し、1943年8月15日にアーネスト・グルーニング夫人（前アラスカ州知事夫人）によって進水、1944年6月17日にフィラデルフィア海軍工廠でピーター・K・フィッシャー艦長の指揮下就役した。
フィラデルフィア海軍工廠での艤装が完了すると、1944年8月6日にアラスカは、シンプソン（USS Simpson, DD-221）とブルーム（USS Broome, DD-210）に護衛されデラウェア川を下りハンプトン・ローズへ向かう。その後チェサピーク湾で整調を行い、続いてトリニダード島のパリア湾でベインブリッジ（USS Bainbridge, DD-246）とディケーター（USS Decatur, DD-341）の護衛を受け整調を続けた。メリーランド州アナポリス経由でノーフォークに向かい、アラスカはフィラデルフィア海軍工廠に戻り、5インチ副砲用の MK.57 射撃管制装置4基の変更を受ける。
11月12日にフィラデルフィアを出航し、敷設駆逐艦トーマス・E・フレーザー（USS Thomas E. Fraser, DM-24）と共にカリブ海へ向かう。グアンタナモ湾沖での二週間の標準化公試が完了すると、12月2日に太平洋に向かう。12月4日にパナマ運河を通過し、12月12日にサンディエゴに到着する。その後サンディエゴ沖で砲撃訓練および対空戦闘訓練を行い、ハンターズ・ポイントで信頼性試験を行う。

### 太平洋戦線
1945年1月8日にアラスカはハワイへ出航し、13日に真珠湾に到着した。1月27日にフィッシャー艦長は将官に昇進し、ケネス・M・ノーブル大佐とその任を交代する。アラスカは訓練を続け、第12.2任務群に配属されると1月29日に西太平洋に出航する。この集団は新しいものと古いものの混合体であり、アラスカやベニントン（USS Bennington, CV-20）、ランドルフ（USS Randolph, CV-15）の新顔と、一方で空母サラトガ（USS Saratoga, CV-3）および戦艦アーカンソー（USS Arkansas, BB-33）の歴戦艦が主力を構成していた。艦隊はウルシー環礁に到着し、カロリン諸島を経由した後、2月6日に第58.5任務群として合流。高速空母任務部隊である第58任務部隊を構成する一員を成した。
アラスカは1945年2月10日に第58.5任務群の一部として日本本土へ向けて出航する。その任務は東京への夜間空襲を行うサラトガ、エンタープライズ（USS Enterprise, CV-6）の護衛であった。航海の間、全てのアラスカの乗組員はこの先に何があるかを考えた。その4分の3は戦闘を経験したことが無く、彼らは「相談と助言のために」ベテランを捜した。対空警戒の中、ノーブル艦長は拡声器を用いて乗組員に、野球に例えて話しかけた。「我々は敵のホームプレートに直接投球する大きな任務部隊のメンバーである。」「ピッチャーのバックアップは我々の特別の任務だ。」

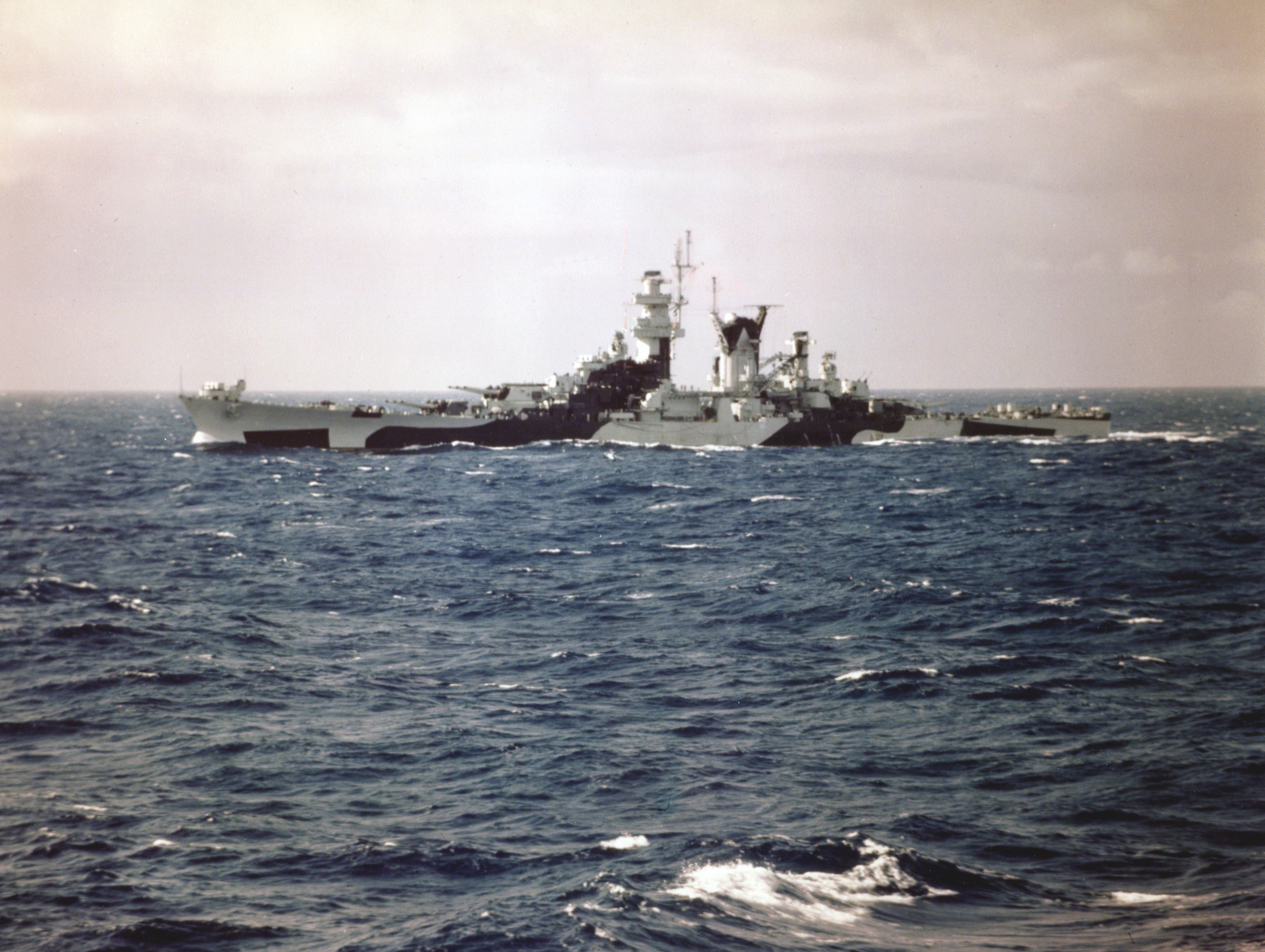
整調航海のアラスカ（1944年）

「ピッチャー」のバックアップは比較的容易なことが証明された。悪天候に遭遇した第58任務部隊はマリアナ諸島の東から日本本土に接近した。無線による攪乱と、潜水艦、陸軍のB-29爆撃機、第1航空団の長距離偵察機による偵察を用いて、艦隊は日本軍に気づかれることなく目的に接近する。幸い、折りからの曇天が日本側の報復攻撃を防いでくれた。また、これまでと同様、日本機は任務部隊の中枢まで攻撃を仕掛けることが出来ず倒されていった。アラスカは19日間、護衛の任務を全うした後ウルシーに帰投、定期検査を行った。
沖縄島の攻略は、この時までに1945年4月上旬に実施されることが決まっていた。日本側は沖縄に迫る任務部隊と攻略部隊に対し艦隊と航空攻撃で最大限に反撃してくることが予想された。これを封じるため、第58任務部隊は少しでも空襲および神風の脅威を削ぐべく、九州、四国および本州西部の航空基地を事前に叩くことになった。アラスカは第58.4任務群の一艦となり、任務群の中枢である空母ヨークタウン（USS Yorktown, CV-10）、イントレピッド（USS Intrepid, CV-11）、軽空母インディペンデンス（USS Independence, CVL-22）およびラングレー（USS Langley, CVL-27）の護衛にあたることになった。
3月11日に梓特別攻撃隊の銀河がウルシーに突入し、ランドルフに損傷を与える騒ぎがあったものの、第58任務部隊は3月14日にウルシーを出撃し北西に針路を取った。3月16日に洋上給油を行い、18日には九州南西洋上に出現。九州沖航空戦の第一日目、アラスカのいる第58.4任務群の艦載機は宇佐、大分、佐伯の航空基地を攻撃。他の任務群、第58.1、58.2および58.3の各任務群による攻撃と合わせ、少なくとも107機の日本機を地上で破壊し、その他77から142もの目標を攻撃した。アラスカはこの18日、初めての戦闘を経験した。宇垣纏海軍中将率いる第五航空艦隊部隊のうち、彗星27機と銀河16機からなる菊水彗星隊（平田博一海軍中尉指揮）、菊水銀河隊（宇野篤海軍大尉指揮）が零戦13機に護衛されて第58.4任務群に突入。イントレピッドが小破する被害を受けたが、アラスカは13時15分ごろにこれを迎え撃ち、彗星と銀河各1機を撃墜、被害の拡大を防いだ。

### フランクリンの護衛
翌3月19日、室戸岬のおよそ80km沖にまで接近した第58.2任務群に対し、日本軍は激しく反撃。第58.2任務群は他の任務群より32キロ離れていた。7時8分、空母フランクリン（USS Franklin, CV-13）は銀河か彗星から投じられた2発の爆弾で大破。ワスプ（USS Wasp, CV-18）も神風攻撃で損傷した。アラスカはこの戦い、すなわち猛攻に晒されるフランクリンおよびワスプの苦闘を離れた場所で見ていた。はじめのうちは閃光に注意し、やがてその方角に一条の煙が立ち上るのを見て、空母が打撃を受けていることを知った。間髪容れず、フランクリンが打撃を受けたという放送が流された。
フランクリンを救うべく第58.2.9任務群が急遽編成され、アラスカは任務群の旗艦となり、僚艦のグアム（USS Guam, CB-2）および重巡洋艦ピッツバーグ（USS Pittsburgh, CA-72）、軽巡洋艦サンタフェ（USS Santa Fe, CL-60）、それに3個駆逐隊がこれに続いた。ピッツバーグはフランクリンを曳航し、アラスカは適度な速度で任務群がグアムに向かうよう指示を出した。
午後、任務群は新たな日本機に発見された。それは、IFFを作動していなかったPB4Y-2 プライバティアに紛れこんで任務群に近寄ってきた彗星であった。アラスカ以下の艦艇は対空砲火を打ち上げ、彗星はフランクリンに向けて投弾後、飛び去っていった。幸い、爆弾はフランクリンには命中しなかった。アラスカも51基の機関砲、機銃を発射したが、そのうちの40ミリ機関砲の1ユニットにおいて、火傷を負う乗組員が出た。この乗組員は、アラスカの艦歴における唯一の死傷者として記録された。
3月20日、アラスカは空母ハンコック（USS Hancock, CV-19）から3個戦闘群の指揮の委譲を受け、新たな救援が到着するまで、この任務にあたった。同じ日の11時43分、アラスカのレーダーはおよそ56キロの距離に目標を探知した。目標は屠龍であり、11時49分に駆けつけた戦闘機によって撃墜された。3月22日、フランクリンの危機は完全に脱したと判断されたのでアラスカはフランクリン救援の任を離れ、給油艦チコピー（USS Chicopee, AO-34）から補給を行なった上で復帰した。

### 沖縄
第58任務部隊は復活祭日曜日の4月1日に予定された上陸に備えて連日沖縄を空襲。アラスカは本隊を離れてグアム、軽巡洋艦サンディエゴ（USS San Diego, CL-53）、フリント（USS Flint, CL-97）および第47駆逐群とともに第58.4.9任務群を構成し、3月27日に沖縄の東257キロにある南大東島に対する攻撃を行った。燃料補給を行った後、アラスカとグアムは3月27日22時45分から翌28日0時30分までの間、南大東島の南北から攻撃し、アラスカは主砲45発と5インチ砲352発を発射。これに対する海岸からの反撃はなく、アラスカはこの「満足すべき燃えっぷり」を十分に堪能した。
第58.4任務群に復帰したアラスカは、給油艦トマホーク（USS Tomahawk, AO-88）から燃料を補給し、フランクリンの負傷者を移動させた。給油後、航空攻撃に対する警戒を再開した。上陸部隊は4月1日に予定通り沖縄島に上陸し、これを阻止するべく出撃した戦艦大和以下の第二艦隊は、4月7日の坊の岬沖海戦でマーク・ミッチャーの航空攻撃の前に一蹴された。
アラスカのいる第58.4任務群は沖縄と九州の間にあって、F6F ヘルキャットとF4U コルセアによる制空権維持に協力した。4月11日から12日の夜にかけて、アラスカは日本機を撃墜する手助けをした。アラスカはこれについて、相手は「馬鹿爆弾」すなわち「桜花」だったかも知れないと主張した。
4日後の4月16日、アラスカは彗星か零戦、それに新たに出現した3機の敵機の撃墜を支援したと主張した。しかし、猛烈な対空砲火をすり抜けて、1機の神風がイントレピッドに命中した。4月21日夜から22日にかけては、任務群に接近する日本機を対空砲火で追い払い、29日夜から30日にかけても日本機の集団を2度にわたって追い払った。

### 最後の作戦
5月14日、アラスカは約2ヶ月に及ぶ洋上行動から一時離れてウルシーに帰投。10日間の休養と補給の後、第3艦隊第38.4任務群に戦艦アイオワ（USS Iowa, BB-61）、空母タイコンデロガ（USS Ticonderoga, CV-14）とともに加わった。次の2週間、アラスカは第38任務部隊の一艦として行動し、6月9日にはグアムとともにいまだ日本の勢力圏内であった沖大東島を艦砲射撃し、かの地にあったレーダー基地を破壊した。
任務群は沖縄周辺での行動を終えてレイテ島サンペドロ湾に向かった。6月13日午後、アラスカ以下の任務群はサンペドロ湾に帰投した。レイテ島で一ヶ月間の休養、回復およびメンテナンスが行われ、アラスカは7月13日に新たに結成された第95任務部隊（フランシス・S・ロウ海軍少将）の一部として出航する。任務部隊は16日に沖縄の中城湾に到着し、任務部隊は給油を行い翌日出航、東シナ海へ向かった。台風の影響で沖縄に引き返すこともあったが、7月21日から作戦を開始することとなった。任務は、福州から黄海に至る海域において、全ての日本の船らしい船を葬り去ることであった。この作戦にはアラスカ、グアムを基幹としてアーカンソーや真珠湾の生き残りも加わっていた。
この方面には、敵の2隻の戦艦と数隻の空母、駆逐艦、100以上の体当たりボートと航空機が潜んでいると信じられており、実際にそのような情報が届いていた。当然、敵の抵抗が予想されたものの、アラスカとグアム、護衛艦艇は敵に遭遇することもなく、中国の漁船と遭遇したのみであった。艦隊に攻撃を試みた日本軍機は戦闘哨戒を担当した航空機部隊によって撃退された。中城湾を拠点としてアラスカは東シナ海における三度の掃海作戦の支援に参加したが、結局目ぼしい日本艦艇は観測されなかった。グアム艦長のレランド・P・ラヴット大佐は、「我々は蜂の巣と戦って、パンジー畑で傷つくのを覚悟していた。しかし、東シナ海は我々のものであることが証明された」と語った。
戦争の終結も近づいたものの、依然日本軍の抵抗は続けられた。8月12日夜、アラスカのそばに停泊していた戦艦ペンシルベニア（USS Pennsylvania, BB-38）に対し日本軍機が夜間攻撃を行い、ペンシルベニアは艦尾に魚雷1本が命中し大破した。翌日、特攻を回避するため夜間の出撃が行われた。8月15日に日本は降伏し、艦は歓喜に包まれた。アラスカの日誌には「我々は1月に初めて戦闘地域に出発したときに誰もが予想したより、はるかに早く帰ることができたのを知った」と記述された。
アラスカは戦争を通じて損傷らしい損傷は受けなかったが、運動性能は良くなく、サラトガと同程度であるとの報告が艦長より出された。

### 戦後
8月30日にアラスカは第7艦隊の占領部隊の一部として、またアメリカ海軍の威容を示すため黄海および渤海に向かい、韓国の仁川に1945年9月8日に到着する。アラスカは仁川の占領部隊上陸を支援し、9月26日まで留まる。その後中国の青島に向けて出航し、中国の港湾を占領するため上陸する海兵隊第6師団の支援のため、10月11日に湾の入り口に停泊し、その後11月13日まで青島に留まった。仁川に戻るとマジック・カーペット作戦の一部として陸軍の帰還兵を乗艦させ、11月14日に帰国の途に就く。アラスカは真珠湾経由でサンフランシスコに向かう。
サンフランシスコからパナマ運河へ向かい、1945年12月13日に通過、12月18日にボストン海軍造船所に到着する。ボストンでは不活性化前の信頼性試験を行い、1946年2月1日に出航、翌日ニュージャージー州ベイヨンに到着する。1946年8月13日に不活性化の上、ベイヨンで予備役として保管され、1947年2月17日に退役する。その後、アラスカは現役任務に戻ることなく1960年6月1日に除籍され、6月30日にニューヨークのルリア・ブラザース社リプセット部門にスクラップとして売却された。
アラスカは第二次世界大戦の戦功で3つの従軍星章を受章した。

## 参考図書
- Robert C. Stern "U. S. BATTLESHIPS in action Part 1" Squadron Signal Publications. 1980年、ISBN 0-89747-107-5
- デニス・ウォーナー、ペギー・ウォーナー/妹尾作太男（訳）『ドキュメント神風 特攻作戦の全貌 下』時事通信社、1982年、ISBN 4-7887-8218-9
- イヴァン・ミュージカント/中村定（訳）『戦艦ワシントン』光人社、1988年、ISBN 4-7698-0418-0
- 瀬名尭彦「空母フランクリン災厄の日」『写真・太平洋戦争（4）』光人社、1988年、ISBN 4-7698-0416-4
- 「世界の艦船増刊第28集　アメリカ戦艦史」海人社、1990年
- 渡辺洋二「夜のヘルキャット」『大空の攻防戦』朝日ソノラマ、1992年、ISBN 4-257-17248-7
- ジェームズ・J・フェーイー/三方洋子（訳）『太平洋戦争アメリカ水兵日記』NTT出版、1994年、ISBN 4-87188-337-X
- 大塚好古「大型巡洋艦「アラスカ」級」『歴史群像太平洋戦史シリーズ58 アメリカの戦艦』学習研究社、2007年、ISBN 978-4-05-604692-2